# Martinsicuro
Martinsicuro è un comune italiano di 16 359 abitanti della provincia di Teramo in Abruzzo facente parte della unione dei comuni Città Territorio-Val Vibrata. Situato sulla destra della foce del fiume Tronto, è la municipalità più settentrionale d'Abruzzo ed il primo comune della regione, venendo da nord, affacciato sul medio Adriatico.

## Geografia fisica
Il territorio di Martinsicuro è situato nella Val Vibrata. A nord confina con i comuni marchigiani di San Benedetto del Tronto e Monteprandone, ad est con il Mare Adriatico, a sud con il comune di Alba Adriatica e ad ovest con il comune di Colonnella.
Nella classificazione sismica della protezione civile è identificato come Zona 3, cioè zona a sismicità bassa, mentre nella classificazione climatica è contrassegnato come Zona C.

## Storia
I primi insediamenti sono stati rinvenuti sulla collina sovrastante il fiume Tronto in località Colle di Marzio, dove sono emersi resti di un insediamento dell'età del bronzo (X-IX secolo a.C.). Già nel III secolo a.C. la città è una colonia romana.
Infatti alla foce del fiume Tronto era sorto l'abitato di Truentum, ricordato da Plinio il Vecchio tra le altre colonie e cittadelle fortificate della regio V Picenum, presso il fiume omonimo, e attribuita ai Liburni. Strabone la cita come città che riprende il nome dal fiume Truentus (Τρουεντῖνος ποταμός), collocandola tra il Fanum Cupra (Cupramarittima) e Castrum Novum (Giulianova).
L'insediamento è citato dallo storico Silio Italico e dal geografo Pomponio Mela, è riportato nell'Itinerario antonino e nella Tabula Peutingeriana. Cicerone nelle lettere ad Attico ricorda il passaggio di Cesare nella città.
Dopo la conquista romana, nel III secolo a.C. fu municipio con il nome di Castrum Truentinum. Gli scavi archeologici condotti sulla foce del fiume Tronto hanno recentemente permesso di localizzare l'antica città, rimasta incerta per diversi secoli. I primi scavi infatti, hanno portato alla luce resti di vie basolate che si sviluppano secondo un disegno regolare, datate a partire dal II secolo a.C.
In epoca augustea, la città venne stabilmente collegata alla consolare Salaria proveniente da Ascoli Piceno, come testimoniano i ritrovamenti di alcune pietre miliari in contrada Marino (Ascoli Piceno). 

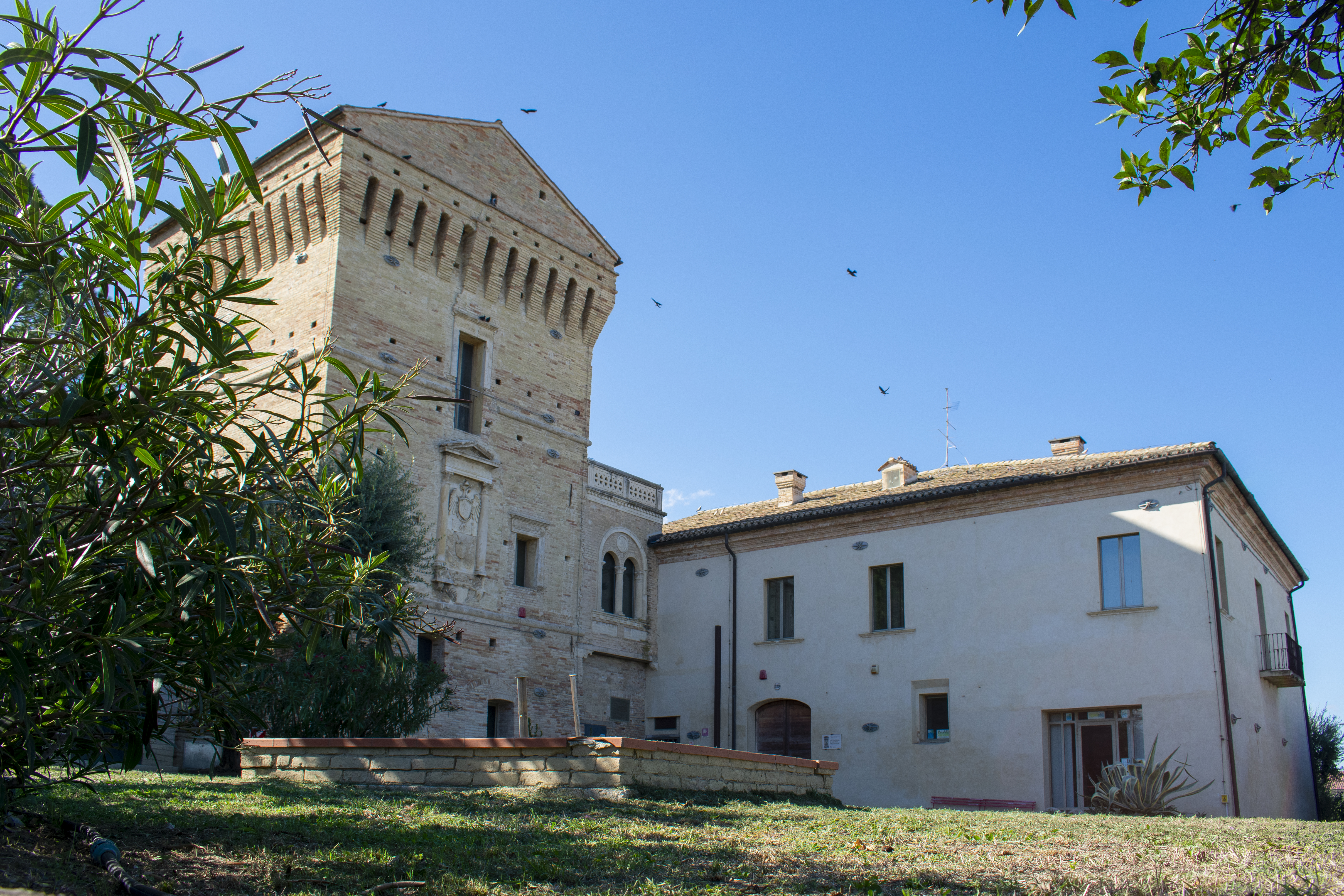
La torre costiera nota come Torre di Carlo V

I rinvenimenti di oggetti, molto frequenti nei negli anni passati (noto il fregio di Fondo Ottone), hanno condotto gli studiosi a ritenere che la città fosse localizzata sulla sponda meridionale del fiume Tronto. Le campagne di scavi iniziate nel 1992 hanno confermato questa ipotesi riportando alla luce le rovine della città di Truentinum . Con le campagne successive è stata effettuata una dettagliata ricostruzione delle aree urbane della città, ricordiamo il Macellum nelle immediate adiacenze del porto e il quartiere commerciale con locali destinati all'approvvigionamento di merci trasportate via mare. L'abitato residenziale invece doveva trovarsi con notevole probabilità sulle pendici delle colline che sovrastano il torrione di Carlo V,  dove tuttavia non sono state eseguite campagne di scavi.
Sia nel periodo repubblicano che nel periodo imperiale le attività produttive erano costituite prevalentemente dalla tintura di stoffe e dalla pesca, come testimoniano i numerosi rinvenimenti di ami e frammenti di reti, mentre la presenza di tintori è testimoniata dall'epigrafe funeraria intitolata a Gaio Marcilio Erote purpurarius, ossia commerciante di porpora, menzionato anche come quinquevires da un'epigrafe oggi conservata al museo di Monteprandone: si trattava di un non meglio identificato organo amministrativo/istituzionale costituito da cinque uomini di cui non è chiara la funzione.

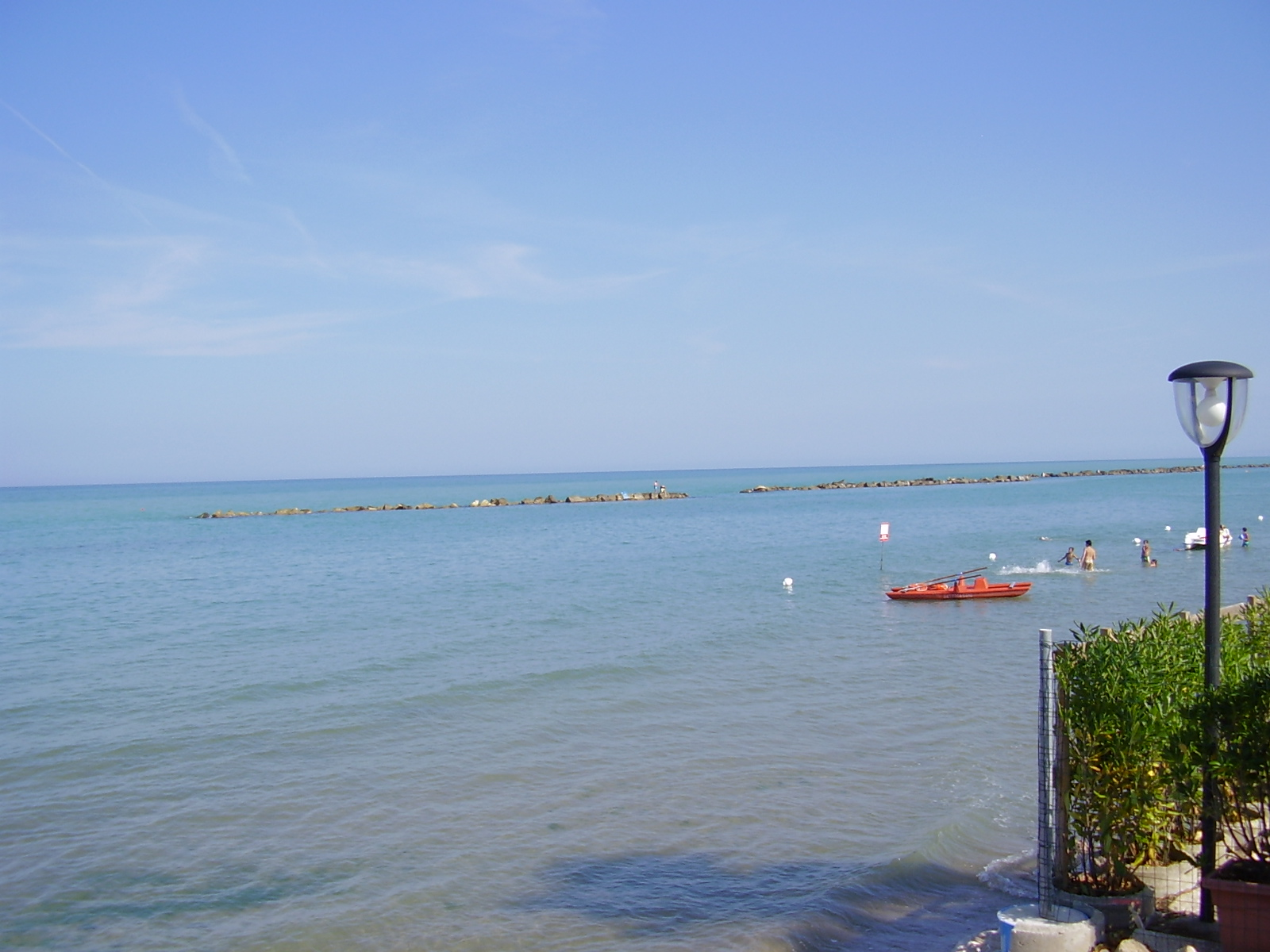
Mare di Martinsicuro

Di un certo rilievo sono l'epitaffio funerario dedicato ai fratelli Allidi, l'uno tribuno militare e l'altro centurione, entrambi cittadini truentini, conservato nel museo di Monteprandone e l'epigrafe funeraria intitolata a Caius Pollius,  truentino e Guardia Pretoriana, rinvenuta nel 1736 sulla via Salaria nei pressi di Roma.
Per quanto riguarda l'organizzazione politica ed istituzionale, alcuni rinvenimenti testimoniano l'esistenza di organi amministrativi e religiosi, come il collegio sacerdotale dei Seviri Augustales per l'esercizio del culto imperiale.
Il decadimento dei commerci conseguito alla crisi del periodo tardo antico e dell'alto medioevo , le conseguenti difficoltà di protezione dell'abitato e il sensibile avanzamento della linea di costa portarono sul finire del VI secolo d.C. all'abbandono graduale della città.
Fu sede vescovile nei primi secoli del cristianesimo e sicuramente rimase tale fino al V secolo, quando il vescovo Vitale fu scomunicato da papa Felice III.
In seguito la città cadde probabilmente sotto il potere dei Longobardi, dopo la conquista di Fermo nel 580, e fu pertanto inclusa nella vasta Marca Fermana che inizialmente si estendeva, da nord a sud, dal monte Conero fino alla vallata del fiume Sangro, e da est ad ovest dalla costa adriatica fino agli Appennini.
Agli inizi dell'VII secolo sono attestati livelli di frequentazione con strutture in legno e sepolture, mentre gran parte degli abitanti dovette spostarsi in preesistenti centri più interni, come Colonnella (Civitas Tomaclara) e Civitella del Tronto, dando origine al fenomeno più generale dell'incastellamento. Sulla costa rimase un insediamento noto dalle fonti come "Turris ad Trunctum".
Nel XVI secolo nei pressi della foce del Tronto venne costruita una delle numerose torri di avvistamento del sistema difensivo voluto da Carlo V contro le incursioni saracene. I lavori dell'esecuzione dell'opera furono diretti dal nobile spagnolo Martin de Segura nel 1547 e realizzati, contemporaneamente alla bastionatura della fortezza di Civitella del Tronto, dall'architetto militare spagnolo Pedro Luis Escrivá. Dal nome del nobile spagnolo Martin de Segura deriverebbe l'attuale toponimo della cittadina. Presso la torre si andò in seguito formando un piccolo borgo.
Precedentemente appartenente al comune di Colonnella, divenne comune autonomo nel 1963.
Negli anni sessanta e settanta Martinsicuro ha conosciuto un forte sviluppo turistico, convertendosi in una frequentata località balneare.
Il comune è stato insignito della medaglia di bronzo al merito civile per i bombardamenti subiti dal paese durante la seconda guerra mondiale. L'onorificenza è stata conferita il 15 settembre 2005 dal Presidente della Repubblica Carlo Azeglio Ciampi, in visita a Teramo.

### Simboli
Lo stemma e il gonfalone sono stati concessi con DPR del 9 ottobre 1977.
Il gonfalone è un drappo partito di bianco e di rosso.

## Monumenti e luoghi d'interesse

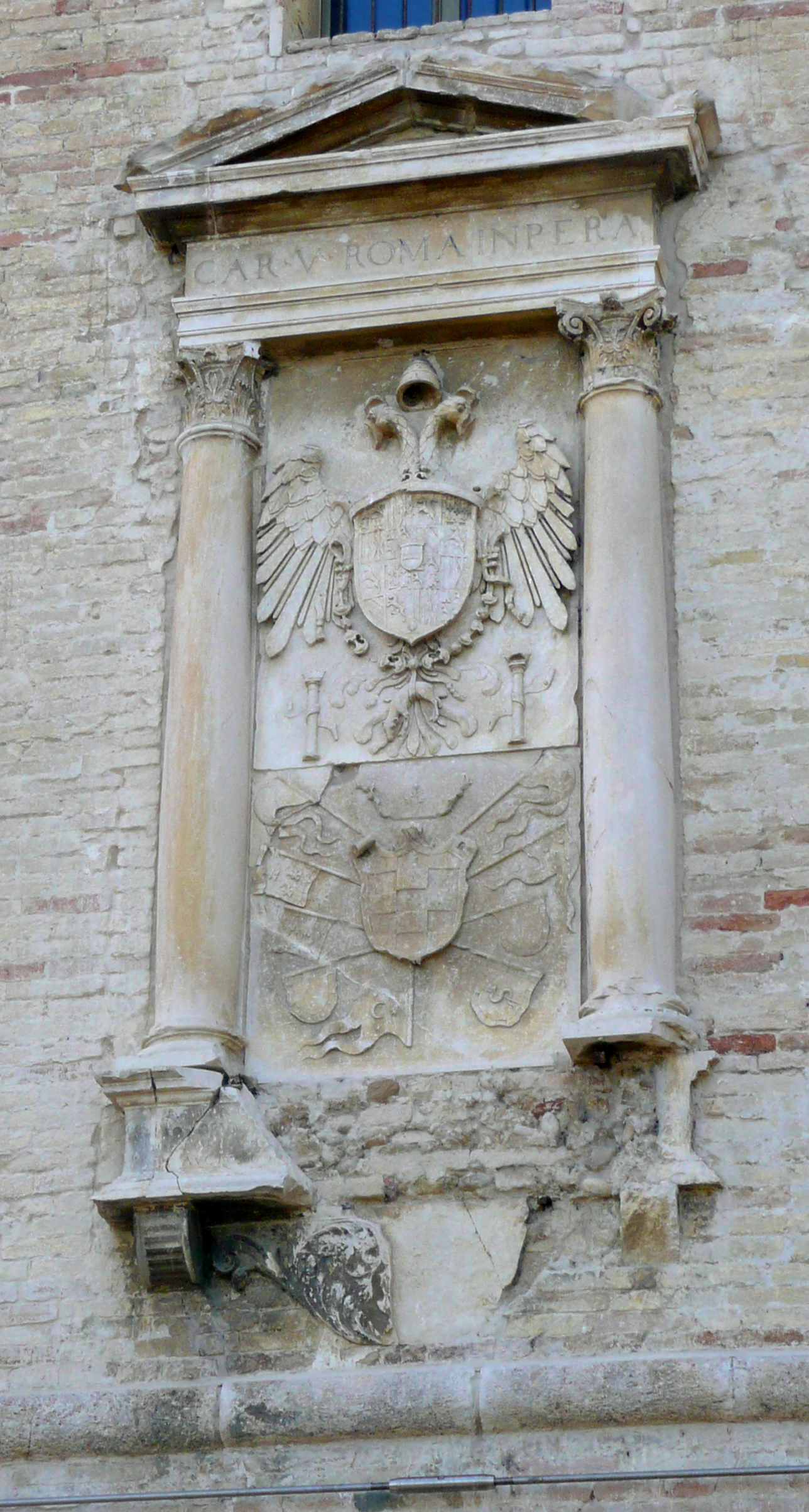
Bassorilievo della Torre di Carlo V

- Torre di Carlo V, costruita nel 1547 (come inciso sull'epigrafe dedicatoria, oggi scomparsa) a difesa delle incursioni saracene e in seguito dogana. L'interno è sede del Museo archeologico "Antiquarium di Castrum Truentinum".[12]
- Chiesa del Sacro Cuore di Gesù, parrocchiale novecentesca (1926) che custodisce un dipinto absidale, opera dell'artista marchigiano Giuseppe Pauri (1882-1949).Dietro di essa c'è la piazza principale la quale ospita bar,negozi,edicole e spazio per piccoli concerti o festival
- Villa Barnabei, residenza signorile del 1866.
- Casone Marchese Flajani a Villa Rosa. Il "famoso casone", residenza di caccia già di proprietà  Acquaviva, fu poi dei Boncompagni Ludovisi principi di Piombino[13].  Questi lo cedettero nel 1838 ad Antonio Flajani con atto not. Ruggeri Gaetano. ultimata nel 1860, e le cosiddette Casette Flajani dei primi anni del Novecento, in stile modernista e attualmente in fase di restauro.
- La Chiesa dell'Addolorata a Villa Rosa ,di proprietà dei Marchesi Flajani
- Le fornaci Franchi e Bagalini-Fiore (Flajani) a Villarosa, in attività per la produzione di laterizi rispettivamente nel 1904-1977 e nel 1921-1985, versano oggi in stato d'abbandono.
- Museo delle armi antiche - L'edificio museale si trova sulla strada statale Adriatica.
- Il lungomare Europa di Martinsicuro è la principale strada che viene percorsa, insieme la ciclabile a essa adiacente,
- Il molo di Martinsicuro è una meta molto caratteristica, vicino è presente il museo della pesca. Il molo da possibilità a molti pescatori di pescare sugli scogli.n

Il litorale adriatico di Martinsicuro e della sua frazione di Villa Rosa, tra le foci dei fiumi Tronto e Vibrata, è un tratto di costa sabbioso che comprende un biotopo con dune e vegetazione psammofila. Nei canneti presso i fossi naturali vivono alcune specie di uccelli (fra cui il fratino, specie protetta).

## Società

### Evoluzione demografica
Abitanti censiti

### Lingue e dialetti
Il dialetto martinsicurese è simile ai dialetti degli altri comuni della bassa Val Vibrata, come Colonnella, Corropoli e Controguerra. Esso presenta molte caratteristiche in comune con il dialetto sambenedettese, pur avendo anche molte similitudini con i dialetti teramani. Proprio per questo motivo viene considerato un dialetto di transizione tra i dialetti marchigiani meridionali e i dialetti abruzzesi adriatici. Il dialetto di Martinsicuro presenta infatti, rispetto agli altri dialetti della costa abruzzese, degli elementi che lo accomunano ai dialetti marchigiani, come ad esempio la presenza costante dell'apocope sia nei sostantivi che terminano con il suffisso -no sia in quelli terminanti in - ne, fenomeno che si manifesta fino a Giulianova (asculà per "ascolano", lu pallò per "il pallone"), nonché l'indistinzione, nella morfologia verbale fra terza persona singolare e terza persona plurale (lu frchì joca per "il bambino gioca", li frchì joca per "i bambini giocano").
I punti in comune con i dialetti orientali e col sambenedettese sono:
- Metafonesi sannita monottongata (alcuni esempi: tìmb  per "tempo", fùch per "fuoco");
- Monottongazione (alcuni esempi: mëstìr per "mestiere", vàtt vì per "vattene via");
- Caduta della -a finale, fenomeno anche abruzzese (alcuni esempi: la bàrch per "la barca", la càs per "la casa");
- Presenza del prefisso are- per i verbi inizianti in "ri-" (arcord per "ricordare"), al posto di ar-, usato da Alba Adriatica verso sud (arcurdà).

Le principali differenze con il sambenedettese,
che accomunano pertanto il martinsicurese ai dialetti teramani e abruzzesi in genere sono:
- Metafonesi di -a monottongata (alcuni esempi: tu mìgn per "tu mangi", matt per "matti");
- Assimilazione dei nessi consonantici "-l + consonante" con sonorizzazione (alcuni esempi: add per "alto", fażż per "falso", puggì per "pulcino")

A causa delle migrazioni verso Martinsicuro che hanno caratterizzato la seconda metà dello scorso secolo, che hanno portato ad un notevole accrescimento della popolazione cittadina (il tutto avvenuto parallelamente allo sviluppo e la crescita della vicina San Benedetto del Tronto), si è verificata una riduzione dell'uso del dialetto autoctono, in favore di notevoli influenze sambenedettesi (o ascolane) nell'idioma locale. È possibile infatti percepire, soprattutto tra le popolazioni più giovani, l'abbandono progressivo dell'apertura indistinta delle vocali, fenomeno tipicamente teramano (e forse un tempo diffuso anche a San Benedetto, dove si conservano tracce nel dialetto più autentico). Ciò ha lasciato spazio a una sempre maggiore diffusione di vocali di stampo più tipicamente "marchigiano" o comunque "piceno" nella parlata non solo locale, ma anche in quella della vicina Alba Adriatica: le generazioni più giovani distinguono dunque gli esiti delle vocali chiuse ed aperte, anche se il tutto non risulta essere ancora avvenuto in maniera sistematica e definitiva.

## Infrastrutture e trasporti

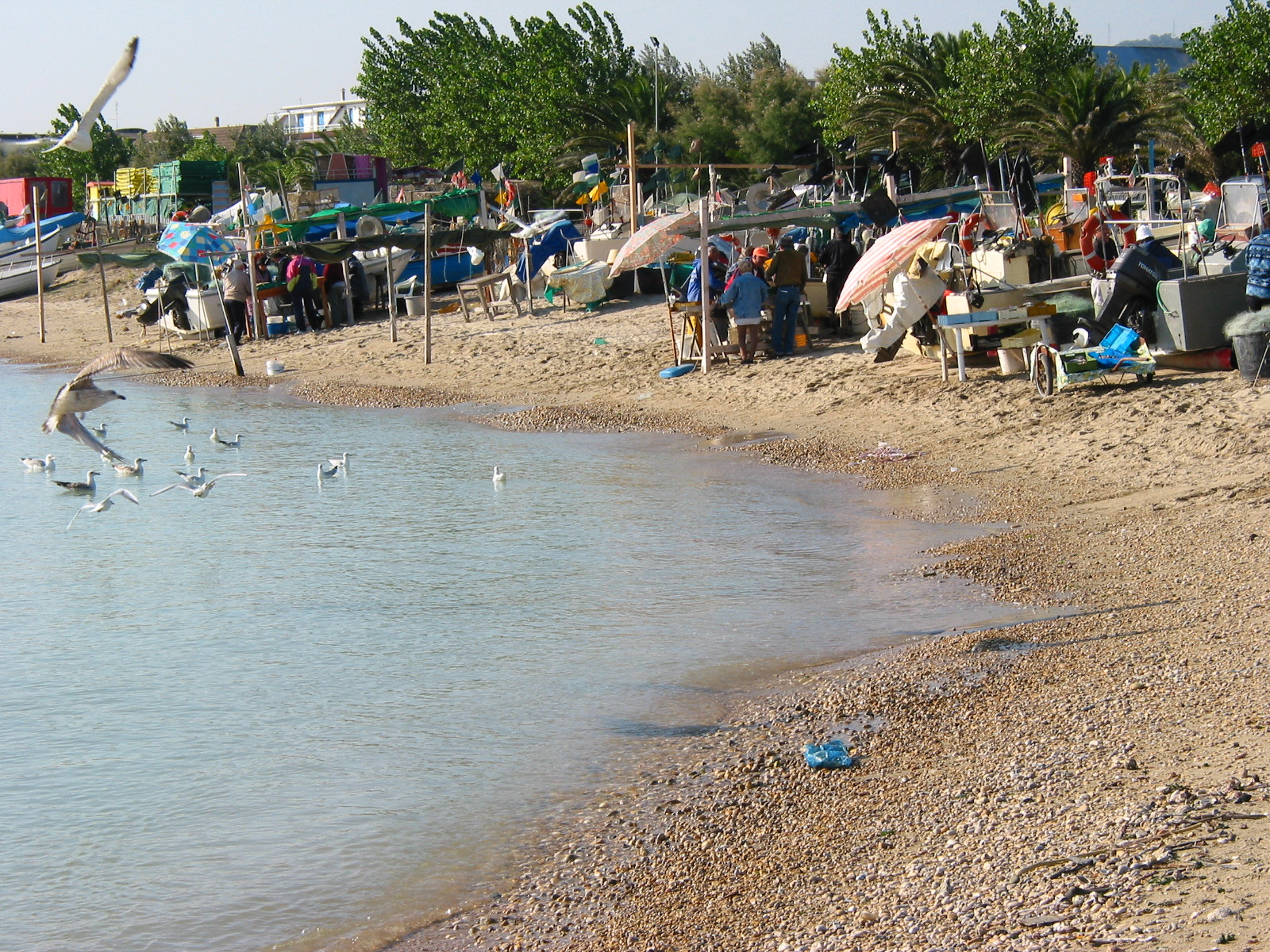
Tratto di spiaggia

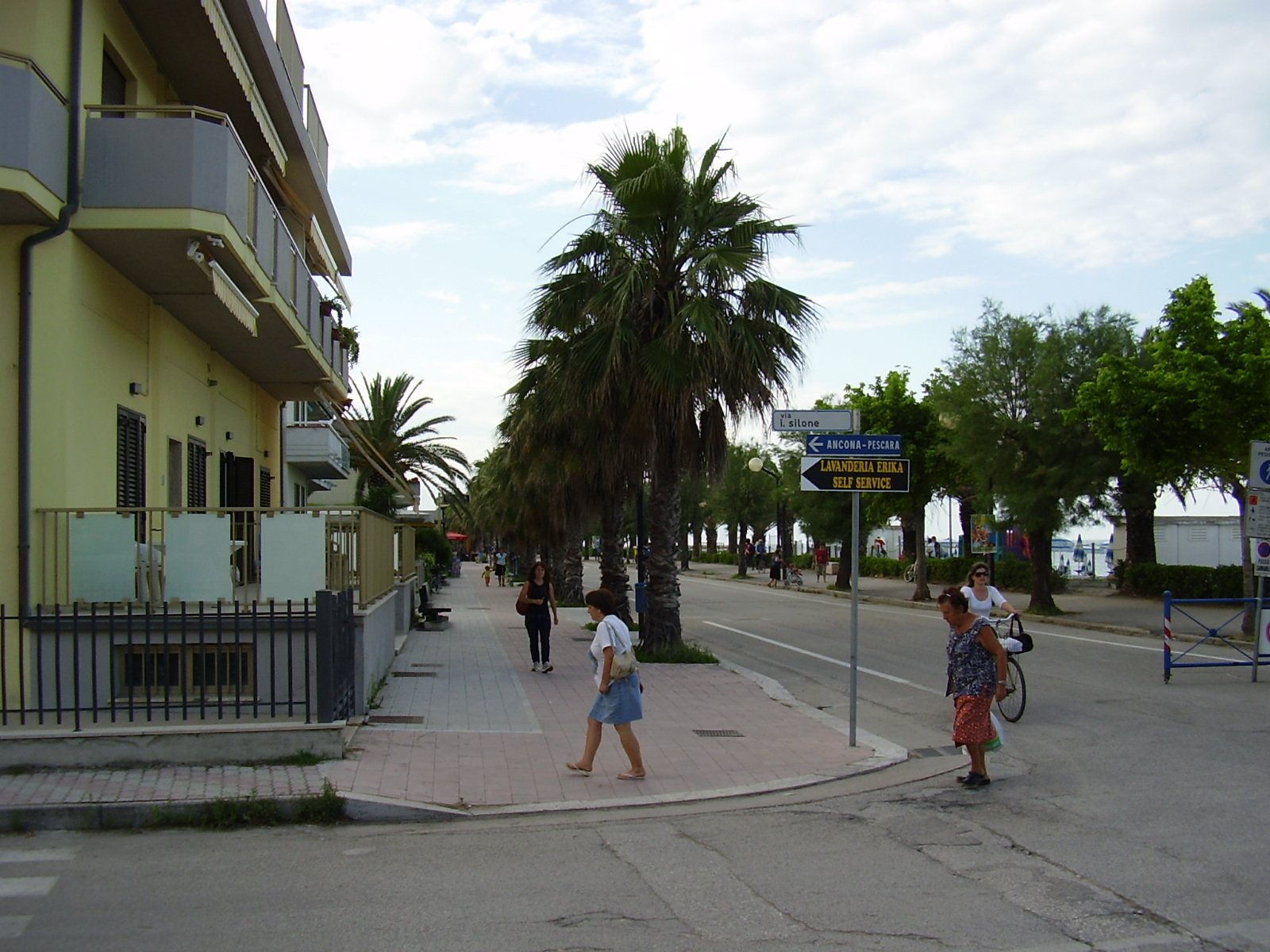
Il lungomare cittadino

Il comune è servito dalla stazione di Martinsicuro, lungo la ferrovia Adriatica.
Martinsicuro è attraversato dalla ciclovia Adriatica, un progetto di percorso ciclabile interregionale che costeggia il litorale adriatico.

## Amministrazione
| Periodo          | Periodo          | Primo cittadino     | Partito                         | Carica                  | Note   |
| ---------------- | ---------------- | ------------------- | ------------------------------- | ----------------------- | ------ |
| 21 novembre 1993 | 16 novembre 1997 | Ignazio Caputi      | Lista Civica                    | Sindaco                 | [ 15 ] |
| 17 novembre 1997 | 26 maggio 2002   | Abramo Micozzi      | Lista Civica di Centro-destra   | Sindaco                 | [ 16 ] |
| 27 maggio 2002   | 19 gennaio 2007  | Leonilde Maloni     | Lista Civica di Centro-sinistra | Sindaco                 | [ 17 ] |
| 20 gennaio 2007  | 27 maggio 2007   | Eugenio Matronola   |                                 | Commissario Prefettizio | [ 18 ] |
| 28 maggio 2007   | 6 maggio 2012    | Abramo Di Salvatore | Lista Civica di Centro-destra   | Sindaco                 | [ 19 ] |
| 7 maggio 2012    | 24 giugno 2017   | Paolo Camaioni      | Lista Civica Città Attiva       | Sindaco                 | [ 20 ] |
| 25 giugno 2017   | in carica        | Massimo Vagnoni     | Liste Civiche                   | Sindaco                 | [ 21 ] |

### Gemellaggi
Martinsicuro è gemellata con:
- Puerto de la Cruz, dal 2000[22][23]
- Makó, dal 2005[24]

Il gonfalone comunale

- Las Palmas de Gran Canaria, dal 2010[25][26]

## Sport

### Calcio
La principale squadra di calcio della città è l'A.S.D. Martinsicuro. È nata nel 1964. Possiede un proprio stadio e milita nella categoria "Eccellenza"

### Tennis
Il Circolo Tennis Martinsicuro, fra le società più prestigiose del paese, partecipa ai campionati regionali di tennis e si trova attualmente in Serie C. Nel 2013 la società di Via Battisti si è laureata campione regionale di Abruzzo e Molise per la Serie D1.

## Arte

### Cinema
La città di Martinsicuro è stata luogo di riprese di alcuni cortometraggi.
- Requiem per una rosa (2015) regia di Flavio Sciolè.[27][28]
- L'uomo nero (2015) regia di Flavio Sciolè.[28][29]